# Taller in More Ways
Taller in More Ways è il quarto album del gruppo musicale pop britannico Sugababes, pubblicato il 10 ottobre 2005 dall'etichetta discografica Island. Il titolo, Taller in More Ways, deriva da un verso del singolo Ugly, che recita I didn't know my body would change / I grew taller than them in more ways.
Sono stati estratti quattro singoli: a Push the Button e Ugly hanno fatto seguito Red Dress e Follow Me Home, che hanno visto l'introduzione nella band di Amelle Berrabah dopo l'abbandono di Mutya Buena.

## Promozione e cambio di formazione
In un'intervista al The Daily Mirror nell'ottobre 2008, Keisha Buchanan ha affermato che durante la produzione dell'album Mutya Buena non era coinvolta nella stesura di nessuna traccia dell'album, al contrario di sé stessa e della compagna Heidi Range che, per esempio, hanno scritto insieme Push the Button con Dallas Austin. Comunque, nei crediti dell'album, Buena è citata come scrittrice di otto canzoni a causa della politica del gruppo di avere "tutto [...] diviso in tre parti".
Mutya Buena ha lasciato le Sugababes nel dicembre 2005 ed è stata sostituita  da Amelle Berrabah. Per questo motivo, l'album è stato ripubblicato nel marzo del 2006 con una nuova canzone, una traccia di addio alla ex componente intitolata Now You're Gone, e tre tracce già esistenti ri-registrate con la voce della Berrebah, Gotta Be You, Follow Me Home e Red Dress. Quest'ultima ha preceduto la seconda pubblicazione dell'album, uscendo come primo singolo per la nuova formazione. L'ultimo singolo, Follow Me Home, ha raggiunto solo la trentaduesima posizione nella classifica della Gran Bretagna, la più bassa per il gruppo, ma ha ottenuto maggior successo all'estero, soprattutto in Irlanda.
L'album ha venduto quasi 900,000 copie nella sola Gran Bretagna ed ha ricevuto un disco di platino in Europa per aver raggiunto il milione di copie.

## Tracce

### Versione originale
CD (Island 987 395 4 (UMG) / EAN 0602498739549)
1. Push the Button - 3:39 (Dallas Austin, Mutya Buena, Keisha Buchanan, Heidi Range)
2. Gotta Be You - 3:40 (Terius Nash, Penelope Magnet, "Tricky" Stewart)
3. Follow Me Home - 3:58 (Mutya Buena, Keisha Buchanan, Heidi Range, Karen Poole, Jonathan Lipsey, J. Shaw)
4. Joy Division - 3:49 (Mutya Buena, Keisha Buchanan, Heidi Range, Jonathan Lipsey, Cameron McVey)
5. Red Dress - 3:38 (Mutya Buena, Keisha Buchanan, Xenomania, Heidi Range)
6. Ugly - 3:51 (Dallas Austin)
7. It Ain't Easy - 3:05 (Dallas Austin)
8. Bruised - 3:04 (Cathy Dennis, Guy Sigsworth, Mutya Buena, Keisha Buchanan, Heidi Range)
9. Obsession - 3:52 (Holly Knight, Michael Des Barres)
10. Ace Reject - 4:15 (Mutya Buena, Keisha Buchanan, Xenomania, Heidi Range)
11. 2 Hearts - 4:52 (Mutya Buena, Keisha Buchanan, Heidi Range, Peter Biker, Karsten Dahlgaard, Colin Thorpe)

CD (Island 987 762-1 (UMG) / EAN 0602498776216)
CD (Universal 984 189-7 (UMG) / EAN 0602498418970)

### Seconda versione
1. Push the Button - 3:39 (Dallas Austin, Mutya Buena, Keisha Buchanan, Heidi Range)
2. Gotta Be You - 3:40 (Terius Nash, Penelope Magnet, "Tricky" Stewart)
3. Follow Me Home - 3:58 (Mutya Buena, Keisha Buchanan, Heidi Range, Karen Poole, Jonathan Lipsey, J. Shaw)
4. Joy Division - 3:49 (Mutya Buena, Keisha Buchanan, Heidi Range, Jonathan Lipsey, Cameron McVey)
5. Red Dress - 3:38 (Mutya Buena, Keisha Buchanan, Xenomania, Heidi Range)
6. Ugly - 3:51 (Dallas Austin)
7. It Ain't Easy - 3:05 (Dallas Austin)
8. Bruised - 3:04 (Cathy Dennis, Guy Sigsworth, Mutya Buena, Keisha Buchanan, Heidi Range)
9. Obsession - 3:52 (Holly Knight, Michael Des Barres)
10. Ace Reject - 4:15 (Mutya Buena, Keisha Buchanan, Xenomania, Heidi Range)
11. 2 Hearts - 4:52 (Mutya Buena, Keisha Buchanan, Heidi Range, Peter Biker, Karsten Dahlgaard, Colin Thorpe)
12. Now You're Gone - 3:55 (Amelle Berrabah, Keisha Buchanan, Heidi Range, Pete Kirtley, Tim Hawes, Niara Scarlett)

## Classifiche
| Classifica (2005)   | Posizione raggiunta |
| ------------------- | ------------------- |
| Regno Unito         | 1                   |
| Austria             | 5                   |
| Svizzera            | 6                   |
| Irlanda             | 7                   |
| Paesi Bassi         | 10                  |
| Germania            | 11                  |
| Nuova Zelanda       | 16                  |
| Svezia              | 23                  |
| Classifica mondiale | 24                  |
| Norvegia            | 30                  |
| Danimarca           | 32                  |
| Belgio (Fiandre)    | 36                  |